# Palettino
Ein Palettino ist ein im Gartenbau und Pflanzenhandel verwendeter Mehrweg-Warenträger („Tray“) aus Spritzguss-Kunststoff für den Transport und die Kultur von Topfpflanzen. Diese Warenträger wurden auf Initiative und in Zusammenarbeit mit der Vereinigung Deutscher Blumengroßmärkte und dem Zentralverband Gartenbau (ZVG) entwickelt und 1992 als Pilotversuch der „Nordwest Blumen Wiesmoor Gartenbaugenossenschaft“ in Norddeutschland (zunächst über die „Palettino Mehrweg Pool GmbH & Co.“, Wiesmoor), anschließend ab 1999 flächendeckend in Deutschland eingeführt. Hergestellt werden sie von der Firma Technoplant (Hawita-Gruppe) in Emstek, verteilt von deren Tochterfirma PSG. Inzwischen werden sie von zahlreichen bedeutenden Unternehmen der Branche und in fast allen Blumengroßmärkten und -versteigerungen eingesetzt und es sind über 25 Millionen Stück im Umlauf – mit ständig steigender Tendenz. Zum 1. Februar 2007 ist jedoch der Vermarkter Landgard aus dem Palettino-Mehrwegsystem ausgestiegen und hat auf Einwegverpackung umgestellt.
Niedersachsens Umweltminister Hans-Heinrich Sander über das System: „Im Gegensatz [zu Getränkeverpackungen] weist das Palettino-System deutliche ökologische Vorteile gegenüber der Verwendung von Einwegpaletten aus.“. Durch die Kostenvorteile des Palettino-Systems für Produzenten und Handel würden zudem Ökonomie und Ökologie in die gleiche Richtung laufen.
Das Palettino-System rechnet sich aus mehreren Gründen auch betriebswirtschaftlich gegenüber den Einwegtrays:
- die ständig steigende Flut der bisher verwendeten Einwegtrays führte zu Platz- und Handlingproblemen (da es bei Einwegtrays zwar auch stapelbare und genormte, aber für die verschiedenen Topfgrößen zahlreiche unterschiedliche Formen gibt, wird für die Sortierung viel Zeit verbraucht; durch Verschmutzung und Ermüdungsbruch ist häufig keine Stapelung möglich)
- steigende Abfallgebühren, bei gleichzeitig in der Branche schwer erfüllbarer Anforderungen an die Reinheit von Recyclingstoffen (Verunreinigungen mit organischen Stoffen, wie Erde und Pflanzenresten)
- im Pflanzenhandel ist ohnehin oft eine Rückführung von Transportverpackungen an den Vorlieferanten üblich, so dass keine neue Logistik aufgebaut werden musste.
- das Palettino-System ist deutlich länger haltbar (der Hersteller gibt eine Garantie auf die Mindest-Haltbarkeitsdauer von fünf Jahren[7]), weitgehend bruchfest und universeller verwendbar (auch Freiland-tauglich, da UV-stabil).[8]

Palettinos sind im Unterschied zu den Einwegtrays aus dickerem, steiferem Material. Sie sind optisch unterscheidbar durch ihre generell schwarze Farbe (Einwegtrays sind überwiegend oberseits rotbraun), eine offene gitterartige Stegstruktur der Topfnester und eine seitlich angebrachte Platte mit senkrechten Riffeln. Palettinos sind sowohl im „Dänenmaß“ (passend für klassische CC-Container) als auch im „Euromaß“ (passend für „CC-Container im Europalettenformat“) erhältlich.
Pro Palettino wird vom Anbieter ein Pfand von 1,50 € erhoben, zuzüglich pro Tauschvorgang 0,22 € für Abnutzung und Reinigung.